# 中国佛教百科全书
《中国佛教百科全书》是一套佛教主题的百科全书，由南京大学的赖永海教授主编，於2000年通过上海古籍出版社出版，全书共八册十一卷，计三百多万字，分为：
1. 经典卷，陈士强著；
2. 教义卷、人物卷，叶露华、董群著；
3. 宗派卷，潘桂明著；
4. 历史卷，潘桂明、董群、麻天祥著；
5. 仪轨卷，杨维中、吴洲、杨明、陈利权著
6. 诗偈卷、书画卷，张宏生、章利国著；
7. 雕塑卷，刘道广著；
8. 建筑卷、名山名寺卷，鲍家声、萧玥、倪波著。

这套佛教百科全书与佛协版的百科全书相比，增加了许多内容，有的还另配一些彩色图片。可能是由于该套丛书篇幅巨大、成书仓促的缘故，其中还不乏笔误。